# Илир (село)
Илир — село в Братском районе Иркутской области России. Административный центр Илирского сельского поселения. Находится на левом берегу реки Илир, примерно в 108 км к юго-юго-западу (SSW) от районного центра, города Братска, на высоте 418 метров над уровнем моря.В состав территории Илирского МО входят населённые пункты:

## История
Название нашего села произошло от названия реки, на которой оно и стоит. «Илир» — от эвенкийского «илэгир» обозначает «долина, круто падающая в нижнее течение». Первое упоминание о селе встречается в путевом отчете за 1706 год, где говорится, что это не село, а нечто вроде почтовой станции, в которой было 9 изб и 17 душ мужского и женского пола. Эта станция располагалась в живописнейшем месте, через которое проходил Московский тракт, из Братского острога в Москву. Люди, живущие здесь, в основном занимались охотой, рыболовством, пользовались всеми дарами леса. Затем начали постепенно заниматься скотоводством и земледелием.
В 1903 году село Илир уже значилось как хутор Илирской, Тулунского подрайона Гуранской волости.
В 1903-04гг. была построена в селе красивая церковь. Это было знаменательное событие в жизни далекого сибирского села.
В 1917 году власть захватили большевики, и революция докатилась до всех уголков Сибири. Началась гражданская война. Не обошли стороной эти события и наш родной край.
С ноября 1918 года в Сибири установилась военная диктатура Колчака. В 1919 году в село прибыл карательный отряд колчаковцев под командованием Соколовского. Колчаковцы устанавливали царские порядки, население подвергалось жестоким репрессиям, а «краснаков» полностью уничтожали семьями. В селе каратели сожгли 9 домов красноармейцев. В лесу у «Горелой мельницы» колчаковцы замучили тяжелораненого партизана Зарубина, куда его спрятали от белогвардейцев.
Колхоз в Илире образовали в 1925 году. Первым председателем колхоза был Соснин Михаил Иванович. Первые комсомольцы-активисты — Васильева Евгения, Волков Иван, Сорочинский Александр. В 1930 году в Илире был создан колхоз «Новая жизнь». В него вступило более 80 семей. Первым председателем колхоза был Соснин Михаил Иванович, но вскоре он был переизбран и председателем стал Скудин Михаил, потомственный рабочий, «двадцатипятитысячник». В колхозном хозяйстве было больше ста лошадей, много сельскохозяйственного инвентаря. Колхозники получали 6-8 кг зерна на трудодень. Кроме того, была денежная плата. Трудились в колхозе все жители. Разводили коров, коней, овец. Растили хлеб. Дети с 9-14 лет помогали взрослым. Приложить руки было где, колхоз имел большие плодородные земли, обширные пастбища.
К январю 1926 года в селе имеются сельсовет, школа, изба-читальня, торговая лавка, отделение почты. Всего к этому времени в селе насчитывалось 192 хозяйства. В селе проживали 443 мужчины и 487 женщин.
В 1930 году началась борьба с «кулаками». В с. Илир были раскулачены и высланы из села зажиточные крестьяне: Павлов Михаил, Жульков Лаврентий, Усачев Василий, Завьялов Дмитрий. В это же время происходило раскулачивание в Кардое, Карае, Луговом. Зажиточные крестьяне, недовольные советской властью и колхозами, подняли восстание. План восстания был: свергнуть советскую власть в Карае, Кардое, Луговом, Илире. Затем пойти на Тангуй, Братск. Поводом для восстания в Кардое было раскулачивание самого крупного кулака Козлого Ефима. Восставшие, прежде всего, расправились с председателем и секретарем кардойского сельского совета, потом убили комсомольца Ивана Стенькина, исполнителя сельского совета Липунову. Восстания были подавлены, частями красной армии.
В 1948 году в Илире строится новая школа-семилетка, в 1950 году укрупняется колхоз: все близлежащие деревни входят в состав колхоза имени Ленина. Создается химлесхоз, леспромхоз — первый директор Вергузов Павел Степанович.
С созданием в Илире ЛПХ и Средне-Ийского химлесхоза школа была самой крупной в Братском районе, в ней обучались 1487 учащихся, а коллектив учителей составлял 56 человек, обслуживающий персонал — 32 человека. В эти годы были построены: школьная столярная мастерская, спортивный зал и интернат для детей из соседних сел. В интернате проживали 202 ученика.
В связи со строительством Братской ГЭС и затоплением села, Илир меняет своё местоположение. В 1959—1962 годы проходит перенос села на новое место. В 1963-64 годах село начало расстраиваться и благоустраиваться. Строятся новые дома.

### Карайский мятеж
В апреле 1930 года в Братском районе вспыхнуло вооруженное восстание против Советской власти, для его подавления привлекались даже части Красной армии.
Купцы Козловы не успели разделить свои хозяйства между сыновьями, были зачислены в кулаки и поэтому автоматически превратились во врагов Советской власти. Не желая быть арестованным, Ефим Козлов подался в тайгу. Продукты в спрятанное зимовье доставляли сыновья. Ефим скрытно приходил домой. В один из таких приходов его заметил сосед — активист Михаил Швайчук. Донес. И ночью в усадьбу беглеца пришли председатель сельсовета Тихомиров, милиционер и сам активист. Вскоре во дворе дома Козловых произошла перестрелка, закончившаяся тем, что милиционер был убит. Неожиданно кто-то вспомнил про активиста Швайчука, и заведенная с ночи толпа вдруг направились к его дому разбираться. Последний, увидев ватагу мужиков, идущих ко двору, кинулся со всех ног в лес, но был убит выстрелом в спину. Та же участь постигла и председателя сельсовета Тихомирова, его застрелили также во время преследования, смертельное ранение получил комсомолец Иван Стенькин. Примерно так 7 апреля 1930 года началась трагическая история одной из сибирских деревень — Карай.
В тот же день основная группа мятежников-повстанцев направилась в соседнюю деревню Кардой. Там они ворвались в сельсовет и сожгли всю документацию. Попытавшийся скрыться секретарь сельсовета Китайский был настигнут в одном из домов деревни и расстрелян. В Кардое мужики казнили ещё несколько человек — сторонников Советской власти.
Небольшая группа отправилась на участок Луговой с целью мобилизовать в отряд крестьян с оружием, а также в поселок Чистяково, чтобы собрать винтовки, спрятанные там ещё со времен гражданской войны. Почти стихийно сформировался боевой отряд и после недолгих споров его вожаки решили идти на Илир.
Попытка восставших захватить Илир, успеха не имела. Пока расправлялись с работниками Советской власти в Карае и Кардое, в Илир прибыло подкрепление — милиция из Тангуя, а через день туда нагрянули уже красноармейцы из Нижнеудинска. Отряд начал спешное отступление к Кардою. Но и там не получилось оказать сопротивление регулярной части. Солдаты вступили в эту деревню вечером 10 апреля. Восставшим пришлось отходить в сторону Карая и Лугового, поближе к тайге.
За Кардоем сразу за мостом по линии леса были выставлены отряды для обороны Карая. Руководил обороной Петр Козлов. Тактические просчеты ведения обороны стоили Петру жизни, его застрелили красноармейцы во время первой же атаки. Участники стихийной бойни запаниковали и окончательно раскололись: кто особенно не митинговал и не стрелял, да ещё и в банду попал по принуждению, побежали по домам. Кто чувствовал за собой вину — кинулись спасаться в тайгу.
В ночь на 12 апреля солдаты полностью овладели Караем. Военные заняли школу: две большие классные комнаты, квартира учителя, коридор были набиты солдатами. Утром они отправились по селу, заходили в каждый дом. Закончив разбираться с теми, кто был в селе, солдаты начали собирать разбежавшихся вояк по тайге. В близлежащие урочища направили команды в сопровождении жителей села в качестве парламентеров. Евдоким Ляпунов возвратился сам из леса, и его послали к Ижакову с предложением сдаться. Но Ижаков первым выстрелом убил парламентера. Перестрелка была недолгой: солдаты изрешетили пулями зимовье, погибли все, кто находился внутри.
Итог: решением тройки ОГПУ 59 человек были расстреляны, 30 человек осуждены на 10 лет лагерей, 45 человек получили по 5 лет заключения, 4 человека по три года, 3 человека высланы в Туруханский край. Репрессиям подверглись не только жители Карая, но и Кардоя, Илира, Тангуя, Барчима, и многих других сел.

## Население
По данным Всероссийской переписи, в 2010 году численность населения села составляла 1158 человек (593 мужчины и 565 женщин).
| 2002 | 2010  | 2011  | 2012  |
| ---- | ----- | ----- | ----- |
| 1369 | ↘1158 | ↘1152 | ↘1119 |

## Улицы
Уличная сеть села состоит из 19 улиц и 4 переулков.